# Lamrim
Der Lamrim (tib.: „Lam“ bedeutet Pfad; „Rim“ bedeutet Stufen) ist eine Lehrpräsentation und Praxisform des tibetischen Buddhismus mit einer 1000-jährigen Tradition, die durch konkrete Anweisungen eine Anleitung zur stufenweisen Vervollkommnung des Pfades zur Erleuchtung darstellt. Der Lam Rim geht zurück auf eine Schrift des aus Indien stammenden buddhistischen Meisters Atisha.

## Geschichte
Der erste Lamrim-Text „Die Lampe auf dem Pfad zur Erleuchtung“ war das Meisterwerk des indischen buddhistischen Meisters Atisha, der diesen nach seiner Ankunft in Tibet für die Tibeter verfasste und dafür später von den indischen Panditas (Gelehrten) seines Klosters Vikramashila sehr gewürdigt wurde.
Später wurde der Lamrim durch Gampopa in die Karma Kagyü-Schule integriert und ist als Schrift „Juwelenschmuck der Befreiung“ bekannt.
Der Gründer der Gelug-Schule Tsongkhapa verfasste drei Lamrim-Texte: einen langen, bekannt als Große Darlegung der Stufen auf dem Pfad zur Erleuchtung (tib.: lam rim chen mo), der ca. 1000 Seiten stark ist, einen kürzeren über ca. 200 Seiten und eine kurze Zusammenfassung (tib.: Lamrim Düdon) über ca. 10 Seiten, der in der Gelug Tradition meist täglich rezitiert wird.
Der wichtigste Lamrim der Nyingma-Schule stammt von Patrul Rinpoche und heißt Die Worte meines vollendeten Lehrers.

## Atishas Lamrim-Text
Atishas „Lampe auf dem Pfad zur Erleuchtung“ beginnt mit der Ehrerbietung an den Bodhisattva Manjushri, der Verbeugung vor den Drei Juwelen – Buddha, Dharma und Sangha – und der Absichtserklärung, für Jangchub Ö den Text zu verfassen (Vers 1).
Im Vers 2 fasst Atisha die Wesen entsprechend ihrer spirituellen Befähigung in drei Gruppen zusammen:
1. Personen geringster Befähigung
2. Personen mittlerer Befähigung
3. Personen höchster Befähigung

Personen geringster Befähigung sind diejenigen, die mit allen Mitteln nicht mehr als nur die Freuden von Samsara erstreben. Personen mittlerer Befähigung sind diejenigen, die Frieden nur für sich allein suchen, sich abkehren von weltlichen Freuden und schädliche Handlungen vermeiden. Personen höchster Befähigung sind diejenigen, die aufgrund ihres eigenen Leidens wahrhaft alles Leid von Anderen völlig überwinden wollen.
(Verse 3–6 des Ursprungtextes)
Der Ursprungstext von Atisha geht dann weiter mit dem Hervorbringen und Schulen des Erleuchtungsgeistes (skt.: Bodhicitta) (Verse 7–18), dem Nehmen der Bodhisattva-Gelübde (Verse 19–39) und wie man Höheres Wissen durch Konzentration und Weisheit entwickelt (Verse 34–59). Er endet mit der Darstellung des Vajrayana (Verse 60–68).

## Adaption
Traditionell werden bestimmte aufbauende Erklärungen für jede Stufe gegeben.
Für Personen geringster Befähigung z. B. Lehren zum kostbaren Menschenleben, Tod und Vergänglichkeit, Zuflucht und Karma. Dadurch wendet sich der Geist den Lehren zu und überwindet die Fixierung auf sowie die Anhaftung an dieses Leben. Durch das Vollführen guter Handlungen und das Unterlassen schädlicher soll eine gute menschliche Wiedergeburt erreicht werden.
Personen mittlerer Befähigung erhalten Lehren über die Nachteile der zyklischen Existenz, die zwölf Glieder des wechselseitig bedingten Entstehens, die Ethik (Pratimoksha), Konzentration und Weisheit (bekannt als die Drei höheren Schulungen). Dadurch soll Abscheu gegenüber Samsara und die Abkehr von seinen vergänglichen Vergnügungen (Entsagung) entwickelt werden und die Ursachen zur Erlangung der Befreiung (Nirwana) geschaffen werden.
Personen höchster Befähigung erhalten Erklärungen, wie sie den Erleuchtungsgeist (Bodhicitta) entwickeln und auf dessen Basis sich in den Sechs Vollkommenheiten (Paramitas) üben, um so den Weg eines Bodhisattvas zur vollen Erleuchtung (Buddhaschaft) zu gehen – zum Wohle aller Lebewesen.
Zum Schluss wird das Vajrayana (Tantra) als schneller, aber auch gefährlicher Pfad für diejenigen mit außergewöhnlichen Fähigkeiten vorgestellt.
Der Aufbau der Lamrim-Texte ist unterschiedlich und findet sich in allen vier tibetischen Traditionen wieder. So beginnt Gampopas Text mit dem Aufzeigen der Buddhanatur (Tathagatagarbha), dann dem kostbaren Menschenleben usw. Tsongkhapa dagegen beginnt seine Erklärungen mit dem Vertrauen in den Lehrer und folgt dann mit den Erklärungen zum kostbaren Menschenleben.